# Ludovica Albertoni
Ludovica Albertoni (Roma, 1473 circa – Roma, 31 gennaio 1533) è stata una mistica e terziaria francescana italiana. Il suo culto come beata fu approvato da papa Clemente X nel 1671.
Il suo nome è noto anche per il sepolcro che Gian Lorenzo Bernini le dedicò nella Chiesa di San Francesco a Ripa: tale opera viene considerata uno dei capolavori della scultura barocca.

## Biografia
Nacque a Roma attorno al 1473 da un'illustre famiglia romana (era figlia del patrizio Stefano e di Lucrezia Tebaldi) nei pressi dell'attuale piazza di Campitelli. Rimase orfana del padre a soli due anni, venendo poi affidata alle zie paterne che le impartirono la formazione e un'educazione cattolica. Superata l'adolescenza si sposò con il nobile Giacomo de Citara, uomo dal carattere rude, da cui ebbe tre figlie. Durante gli anni del matrimonio Ludovica si avvicinò al francescanesimo, frequentando anche la chiesa di San Francesco a Ripa che si trovava vicino alla sua abitazione, dove oggi è possibile ammirare la scultura a tutto tondo che rappresenta una sua estasi. 
Dopo circa dieci anni di matrimonio rimase vedova; era appena trentaduenne e nelle sue mani restò il patrimonio che le aveva lasciato il marito. Il fratello di costui, Domenico de Citara, amministratore dei beni, agì contro il diritto di successione a favore di Ludovica e delle sue figlie, aprendo così una lunga e penosa causa legale. La giovane vedova si batté per ottenere l'eredità che le toccava, e dopo lunghi travagli vinse la causa. Una volta divisi i beni tra le figlie, Ludovica rinunciò a tutti i suoi averi ed entrò nel Terz'Ordine di san Francesco, passando il resto della sua vita ad assistere i bisognosi, che soccorse con cibo, vestiti e cure mediche. Prestava anche molto aiuto alle ragazze che vivevano emarginate e in difficoltà, donando loro una cultura e un lavoro. 
Memorabile la sua opera di soccorso durante il sacco di Roma da parte dei Lanzichenecchi (1527).
Ludovica Albertoni non solo viene ricordata per la sua carità e l'impegno apostolico di vivere nella sequela di Cristo, ma viene venerata anche dal popolo romano come mistica e avrebbe avuto numerose estasi ed episodi di levitazione.
Intorno al 1532 si manifestarono in lei i segni della malattia che la portò alla morte nel 1533, a circa sessant'anni.

## Il culto
Dopo la morte la sua figura fu subito oggetto di devozione spontanea. Papa Clemente X ne approvò ufficialmente il culto il 28 gennaio 1671. La motivazione della beatificazione è da ricercare nei legami di parentela del papa Clemente X con Ludovica Albertoni: la famiglia Altieri, infatti, si era estinta nei Paluzzi Albertoni con il matrimonio della nipote del papa Laura Caterina con Gaspare Paluzzi Albertoni, che assunse il cognome e lo stemma Altieri. In questo modo Clemente X elevò all'onore degli altari un'antenata della famiglia a cui affidò la prosecuzione del suo casato. La commemorazione liturgica ricorre il 31 gennaio per il rito romano, il 3 febbraio nella forma del 1962.
Il 17 gennaio 1674, in occasione della traslazione della sua salma nel sepolcro marmoreo della chiesa di San Francesco a Ripa, venne effettuata la prima ricognizione delle reliquie.
È compatrona, insieme a san Pietro, san Paolo, santa Francesca Romana e san Filippo Neri, della città di Roma ed è inoltre considerata patrona dell'Ordine francescano secolare di Roma.